# 岸野克巳
岸野 克巳（きしの かつみ） は、日本の電子工学者。上智大学理工学部教授や、上智大学ナノテクノロジー研究センター長を務めた。

## 人物・経歴
東京出身。東京工業大学（のちの東京科学大学）4年次から末松安晴研究室で半導体レーザの研究を始め、1977年同大学大学院理工学研究科修士課程修了。1980年同大学大学院理工学研究科博士課程修了、工学博士。同年同大学工学部助手。1982年東京工業大学精密工学研究所助手。1984年上智大学理工学部講師。1986年上智大学理工学部助教授。1992年上智大学理工学部教授。2008年上智大学ナノテクノロジー研究センターセンター長。2018年上智大学特任教授。2023年上智大学理工学部客員教授。実家は農家で休日は農作業に従事した。元日本学術会議連携会員。

## 受賞
- 2005年電子情報通信学会フェロー[1]。
- 2009年応用物理学会フェロー[1]。
- 2011-2012年 Distinguished Lecturer of IEEE Photonic Society[1]。
- 2016年SSDM Award[1]。
- 2016年IEEE Fellow[1]。